# 特雷弗·平奇
特雷弗·平奇（英語：Trevor J. Pinch，1952年1月1日—2021年12月16日）是一位英国社会学家，康奈尔大学教授，主要研究领域为技术的社会建构，主要科普作品有《勾勒姆医生：作为科学的医学与作为救助手段的医学》（Dr. Golem: How to Think about Medicine，与哈里·柯林斯合著）等。